# Ірландський голод (1879)
Ірландський голод 1879 року був останнім головним голодом Ірландії. На відміну від попередніх Великих Голодоморів 1740–1741 та 1845–1852 рр., Голодомор 1879 р. (Іноді його називали «міні-голодом» або an Gorta Beag) спричинив голод, а не масові смерті, і в основному був зосереджений на заході Ірландії.

## Вплив
Голод 1879 року пояснюється наслідками «Тривалої депресії» наприкінці 19 століття, суворим кліматом, картопляною хворобою та холерою серед курей. На відміну від попереднього голоду в Ірландії 1740 - 1741 та Великого голодомору 1845 - 1852, подія 1879 призвела до меншої кількості смертей через зміни в технології виробництва продуктів харчування, різних структур землеволодіння (зникнення підрозділу землі і з класу Котьє в результаті ранішого Голодомору), грошові перекази від ірландської діаспори, і зокрема, швидкий відгук британського уряду, який контрастує з його невтручанням відповіді в 1845-1852 рр.  Іншим фактором стало зростання невеликих магазинів; за однією оцінкою, крамниці округу Мейо надавали близько 200 000 фунтів стерлінгів до серпня 1879 р., який постійно накопичувався з порівняно поганого врожаю 1877 р. 
Член радикально-ірландського парламенту Чарльз Стюарт Парнелл з Ліги місцевого самоврядування (пізніше її лідер), Майкл Давітт з Ірландської національної земельної ліги та деякі ірландські священнослужителі, зокрема єпископ Логу з Рафо, активно брали участь у кампанії з метою тиску на британський уряд і при розподілі допомоги.  З голоду 1840-х років була побудована залізнична система, що дозволяла транспортувати їжу на захід Ірландії за кілька днів, а не за тижні.
Допомога також надходила зі Сполучених Штатів (в яких зараз проживало значне населення Ірландії через попередній голод), за підтримки громадськості, яку додатково викликали такі журналісти, як Джеймс Редпат з Нью-Йоркської трибуни, які надали яскраві зворушливі повідомлення про страждання. в Ірландії. У березні 1880 року Міністерство флоту відправило сузір'я USS із понад 3300 бочками їжі на борту разом з одягом. Так само до кінця лютого 1880 року New York Herald зібрав 200 000 доларів США 
На відміну від попередніх голодоморів, те, що іноді називають «міні-голодом» 1879 року, не відзначалося багатьма смертями, головним чином посиленням голоду, і було в основному зосереджено на заході Ірландії, в провінції Коннахт. На кінець 1879 року газети повідомляли про серйозні лиха серед орендарів у всіх частинах Ірландії, які традиційно залежать від картоплі; наприклад, у графстві Мейо вироблено лише 1,4 тонни з акра (3,5 тонни з гектара), що є найнижчим показником за останні десять років урожай попереднього року. 
Хоча він мав набагато менший масштаб, ніж будь-який інший із двох Великих Голодоморів, його поява спричинила широку паніку серед ірландців; багато з дорослих того періоду пережили Великий голод 1845–1852 років у дитинстві і були в жаху від того, що їхні сім’ї повторили широкомасштабні смерті, зокрема, повторення «Чорного 47-го». Відбувся ріст еміграції, а також переїзд із непродовольчих районів сільської Ірландії у великі міста. Однак переміщення населення виявилось тимчасовим. З появою врожаю в 1880 році багато з тих, хто втік до міських центрів, заселили залишені ними території.
Історики відзначають появу релігійного відродження протягом голодних місяців, найвідоміше явище марійців у церкві в Нок, графство Майо. У наступні десятиліття внаслідок явища Нок розвинувся як всесвітньо відома маріанська святиня Ірландії.
Через короткий період, який він охопив, і низьку кількість смертей у порівнянні з попередніми великими голодоморами, голод 1879 р. рідко згадується в історії Ірландії, за винятком виноски до битви за Три Ф (справедлива орендна плата, фіксація прав власності, вільний продаж), що проводиться Давіттом і Земельною лігою, і як фактор у Земельній війні кінця 1870-х - початку 1880-х років.

## Подальше читання
- William Fraher. 16. The Agricultural Crisis 1879/1880 And The Aftermath. Desperate Haven – The Famine in Dungarvan. Waterford County Museum.
- Maggie Land Blanck. 1880 Famine and Distress in the West of Ireland. Архів оригіналу за 4 березня 2016. Процитовано 9 жовтня 2015.
- Gerard Moran (1997). Near famine: The crisis in the West of Ireland, 1879–82. Irish Studies Review. 5 (18): 14—21. doi:10.1080/09670889708455564.
- Frank Rynne (19 квітня 2015). The Great Famine in Nationalist and Land League propaganda 1879–1882. Mémoire(s), identité(s), marginalité(s) dans le monde occidental contemporain. 12 (12). doi:10.4000/mimmoc.1864. Архів оригіналу за 9 липня 2015. Процитовано 9 жовтня 2015.